# Macchi M.C.205V
El Macchi C.205V (también conocido como M.C.205V, "MC": por "Macchi Castoldi") Veltro (‘galgo’ en italiano) fue un caza italiano de la Segunda Guerra Mundial, construido por la compañía Macchi Aeronautica y operado por la Regia Aeronautica (RA, Real Fuerza Aérea Italiana). Junto con el Reggiane Re.2005 y el Fiat G.55, fue uno de los tres cazas italianos de la llamada "Serie 5", construidos con el poderoso motor alemán Daimler-Benz DB 605. Este avión fue un desarrollo basado en el caza C.202 Folgore.
El MC.205V, equiparable en condiciones de velocidad y maniobrabilidad a los cazas aliados, no influyó mucho en la contienda por llegar tarde a ella. Debido a la falta de capacidad industrial de Italia, únicamente se fabricó una pequeña cantidad de estos cazas antes de finalizar la guerra, ya que al igual que el Spitfire, el Veltro requería un proceso de fabricación muy complicado y por tanto muy lento.
Con una velocidad máxima de 642 km/h y equipado, en las alas con un par de cañones de 20 mm y con ametralladoras Breda de 12,7 mm en el morro, el MC 205 fue un caza muy respetado, tanto por los pilotos de la Luftwaffe como por los de los aliados. En combate demostró ser altamente eficaz, destruyendo un gran número de bombarderos aliados y enfrentándose con éxito al formidable P-51D Mustang estadounidense. El as de la aviación italiano con mayor número de derribos, Adriano Visconti, logró once de sus veintiséis victorias en las pocas semanas que pudo pilotar un Veltro, al igual que ocurrió con el piloto con mayor número de derribos realizados pilotando uno de estos cazas, el sargento mayor Luigi Gorrini, que derribó catorce aviones enemigos con él y dañó seis más.

## Desarrollo

C.202 Folgore, sobre el que se basó el diseño del Macchi C.205V.

La Regia Aeronautica, decidió en 1941 mejorar el rendimiento del caza C.202, y para conseguirlo optó por fabricar en Italia, con licencia alemana, el motor V12 sobrealimentado y refrigerado por líquido DB 605 de 1.100 kW (1.475 CV), que fue denominado Fiat RA.1050 RC58 Tifone (Tifón). Los fabricantes de aviones de caza italianos fueron invitados a incluir este motor en los nuevos diseños de los llamados caccia della serie 5 (caza de la serie 5) y se les proporcionaron algunos motores DB 605 importados para que los utilizasen en los prototipos. 
Este caza, básicamente, fue un desarrollo realizado a partir del C.202, con un fuselaje similar y un nuevo motor más potente. Todos los diseños incluyeron el número 5 en el nombre, por eso el caza Macchi fue designado C.205 en lugar de C.202bis o C.203. 

## Diseño
La primera versión de producción del Veltro, denominada C.205V, voló por primera vez el 19 de abril de 1942, y se consideró un modelo de transición al definitivo C.205N Orione. Su rendimiento en las pruebas fue menor que el de los nuevos cazas G.55 Centauro y Re.2005 Sagittario. Sin embargo, el rendimiento del Veltro fue similar al de los diseños alemanes con mayor carga alar, y era mejor a altitudes medias, donde podía alcanzar los 642 km/h, por ello se comenzó a fabricar a la espera de que el Fiat G.55 y el  Reggiane Re.2005 estuviesen disponibles.
Los primeros 100 Veltro Serie I iban armados sólo con ametralladoras, pero muchos también fueron equipados con el cañón MG 151. No se fabricó la serie II, pero de la serie III se encargaron 150 unidades que iban equipadas de modo estándar con ametralladoras en las alas.
La necesidad de rediseñar la parte delantera del fuselaje llevó mucho tiempo, pero al final, con varios meses de retraso, el "205N" estuvo listo. El primer C.205N1 voló el 1 de noviembre de 1942, con un armamento que consistía en un cañón de 20 mm que disparaba a través del buje de la hélice, y cuatro ametralladoras Breda-SAFAT de 12,7 mm en las alas; para estas llevaba 1.400 balas y entre 300 y 400 proyectiles para el cañón. Esta configuración le permitía un mayor techo de vuelo pero menos velocidad (629 km/h), sin embargo, la mejor aerodinámica (con un fuselaje trasero más largo y que ofrecía una menor resistencia al aire) le proporcionó una ventaja con respecto al Macchi C.205V/MG151 (620 km/h).
El vuelo inaugural del segundo avión, el C.205N2, tuvo lugar el 19 de mayo de 1943, y en las pruebas llegó a 628 km/h, solo ligeramente más lento que el C.205N1 pero necesitando más tiempo para llegar a su altitud operacional. Fue equipado con un cañón de 20 mm que disparaba entre los cilindros del motor, dos cañones de 20 mm montados en las alas y dos ametralladoras de 12,7 mm montadas en el fuselaje. La carga de municiones estaba compuesta por 600 o más cartuchos de 12,7 mm y un máximo de alrededor de 900 proyectiles de 20 mm, esto le hacía mucho más pesado que el C.205N1, y no mucho más que el Reggiane y el Fiat que cargaban 490-550 y 650 proyectiles de 20 mm, respectivamente. Aunque inicialmente se hizo un pedido de 1.200 aviones, el diseño fue abandonado debido a la firma del armisticio.
Los aviones de la serie N tenían mejores prestaciones que el C.205V, pero el piloto de pruebas Carestiano Macchi señaló que sus características de vuelo eran inferiores a las del modelo C.205 Veltro que era más ligero y ágil. Los aviones de las últimas series también sufrían sobrecalentamiento en los ascensos.

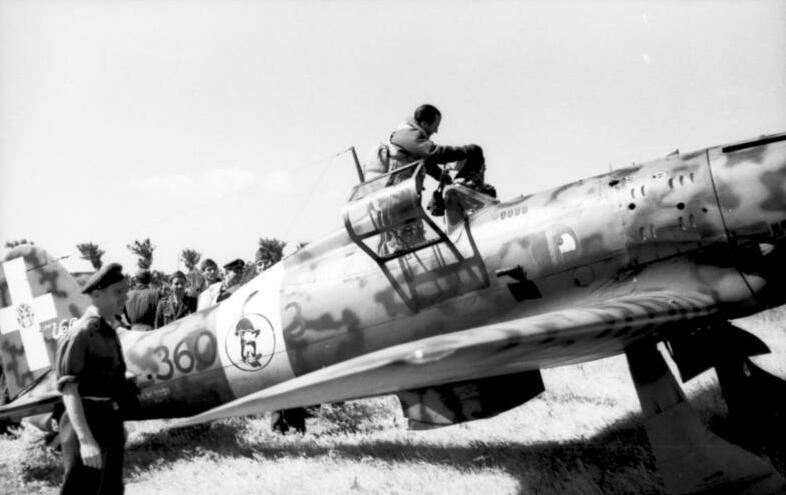
Macchi M.C.205 Serie I 360-3 (MM9291) perteneciente a la 353.ª escuadrilla del 51 Stormo. África del Norte, 1943.

### Detalles técnicos
El C.205V, también conocido inicialmente como C.202bis, era similar al anterior Folgore, pero con muchas diferencias en el fuselaje: la cola era más grande, la cabina de vuelo y su cubierta fueron rediseñadas, el mástil de la antena era más grande y se le hicieron algunas modificaciones a las alas.
Era un caza monoplaza, monoplano, totalmente metálico, diseñado principalmente como un interceptor pero también con capacidades de ataque a tierra y de escolta. En su largo morro alojaba el motor DB605 que impulsaba una hélice de metal tripala de velocidad constante, con el depósito principal de combustible situado entre el motor y la carlinga. El sistema de radiadores para la refrigeración del motor se encontraba bajo la sección central del fuselaje, bajo la cabina del piloto, mientras que en la corta parte posterior alojaba los equipos de radio, un balón de oxígeno y un tanque de combustible de reserva de 80 l. Las alas estaban fabricadas de acero y aleaciones ligeras, con dos largueros y tres secciones, en las que se alojaban dos depósitos de combustible y la tercera sección estaba ocupada el tren de aterrizaje retráctil. Todos los flaps de las alas eran de metal, y el resto de superficies de control estaban construidas con entramados metálicos recubiertos de tela. Contaba con tanques de combustible autosellantes, y de serie estaba provisto de blindaje en el asiento y en el parabrisas. La estrechez de la cubierta de la carlinga hacía que el piloto tuviese un campo de visión limitado, motivo por el cual se llegó a dotar a algunas unidades con espejos retrovisores. 
Los 827 kg de carga útil se distribuían en el peso y equipo del piloto (85 kg), combustible (307 kg), dos ametralladoras Breda-SAFAT y dos cañones Mauser (60 y 84 kg respectivamente), 740 cartuchos de 12,7 mm (76 kg), 500 proyectiles de 20 mm (100 kg), y otros artículos diversos, como el aceite (33 kg), el cilindro de oxígeno (12 kg) y los equipos de radio. Adicionalmente podía llevar un depósito de combustible de 100 l o 160 kg de bombas sujetos bajo las alas.

### Rendimiento relativo
Los siguientes son datos sobre las características y el rendimiento relativo de las tres versiones del C.205.
| CARACTERÍSTICAS / MODELO                           | C.205V                 | C.205N/1        | C.205N/2        |
| -------------------------------------------------- | ---------------------- | --------------- | --------------- |
| Peso mínimo (kg)                                   | 2.581                  | 2.695           | 2.759           |
| Peso máximo (kg)                                   | 3.408                  | 3.621           | 3.794           |
| Carga útil (kg)                                    | 827                    | 926             | 935             |
| Techo de vuelo (m)                                 | 11.200                 | 11.500          | 11.800          |
| Alcance (km)                                       | 950                    | 1.020           | 950             |
| Velocidad máxima (km/h)                            | 642/620 (a 7.500 m)[1] | 629 (a 6.500 m) | 628 (a 6.500 m) |
| Tiempo hasta 5.000 m de altitud                    | 4 min 47 s             | 5 min 46 s      | 6 min 14 s      |
| Tiempo hasta 6.000 m de altitud                    | 5 min 53 s[2]          | 6 min 07 s      | 7 min 38 s      |
| Tiempo hasta 7.000 m de altitud                    | 7 min 06 s[2]          | 7 min 45 s      | 9 min 07 s      |
| Tiempo hasta 8.000 m de altitud                    | 9 min 09 s[2]          | 9 min 25 s      | 10 min 47 s     |
| Notas: [1] Series I/III [2] En condiciones ideales |                        |                 |                 |

Aunque estas cifras proporcionan una indicación del rendimiento relativo de cada variante y muestran que el Orione, en especial el N2, se vio penalizado como consecuencia del aumento de peso (sobre todo ascendiendo), no son verdaderamente representativas, ya que se obtuvieron en diferentes condiciones de ensayo. A diferencia de las dos versiones N, el Veltro se puso a prueba en condiciones ideales, por ejemplo, aligerado de peso (3250 kg) y con toda la potencia de emergencia (2750 rpm). Para realizar una subida a 6000 m, un Veltro de la serie III, totalmente equipado y utilizando únicamente la potencia de combate (sin usar la de emergencia) a 2.600 rpm, necesitó 7 minutos.

## Variantes
A este aparato, al haber tenido una producción limitada y un tiempo en servicio no muy largo, se le hicieron únicamente unas pocas modificaciones. Después de los primeros 100 ejemplares, las ametralladoras de 7,70 mm montadas en el ala fueron sustituidas por un par de cañones MG 151.
M.C.205
Un único prototipo, dotado con el armamento normalizado en los últimos M.C.202 ( dos ametralladoras de 12,7 mm y dos de 7,70 mm).
M.C.205V
Versión de serie, similar por lo general al prototipo;  se construyeron 262 ejemplares de serie.
M.C.205S
Caza de escolta de larga distancia, un depósito adicional de combustible de 200 litros sustituyó a las ametralladoras montadas en el fuselaje, fueron convertidos 18 en la línea de producción.
M.C.205N Orione
Proyecto basado en el motor DB605, se hizo una importante revisión del diseño, más significativa que la realizada para pasar del C.202 al C.205V. El avión tenía una nueva ala con un aumento de su envergadura hasta los 11,25 m y su superficie aumentó a 19 m², los cambios en el fuselaje lo alargaron hasta los 9,65 m. Esto hizo que su forma, en general, fuese mucho más delgada, a pesar de tener un gran morro. Además, el fuselaje fue adaptado para instalar en él un cañón MG 151.
M.C.205N-1
Prototipo de caza interceptor a gran altura. Armado con cuatro ametralladoras de 12,7 mm montadas en el fuselaje y un cañón de 20 mm montado detrás del motor.
M.C.205N-2
Prototipo de caza interceptor a gran altura. Armado con tres cañones de 20 mm y dos ametralladoras de 12,7 mm.
M.C.206
Similar en armamento al C.205N/1, con un ala de mayor tamaño y un motor Daimler-Benz DB 603. El único prototipo que se construyó fue destruido por los bombardeos aliados antes de ser terminado.
M.C.207
Similar al C.206, pero armado con cuatro cañones de 20 mm, no se construyó ninguno.

## Operadores
Alemania nazi
- Luftwaffe: la II/JG 77 operó con 25 aviones.

 Estado Independiente de Croacia
- Fuerza Aérea del Estado independiente de Croacia: recibió 4 aviones.

 Reino de Egipto
- Real Fuerza Aérea Egipcia

 Reino de Italia
- Regia Aeronautica
- Aviazione Cobelligerante Italiana: recibió 6 aviones.

 República Social Italiana
- Aeronautica Nazionale Repubblicana: recibió 101 aviones.

 Siria
- Fuerza Aérea Siria recibió diez antiguos Macchi C.205V egipcios.

## Historia operacional

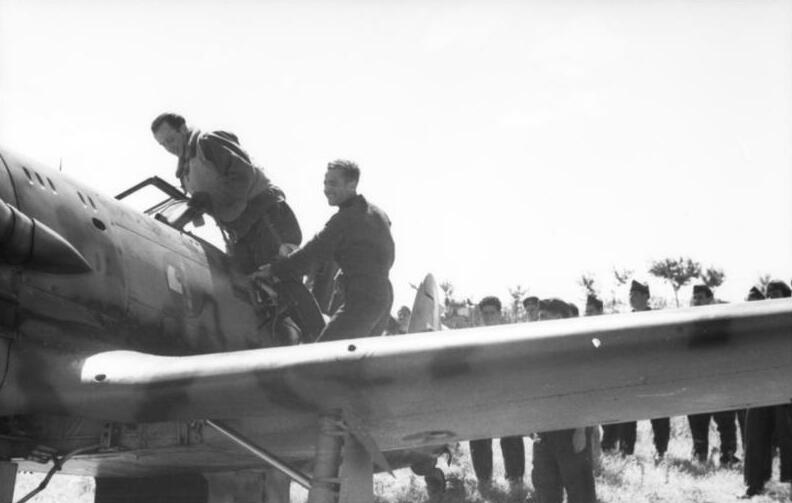
Sur de Italia, caza (C.202 Folgore o Macchi Mc.205 "Veltro"), utilizado por la Luftwaffe.

El C.205 entró en producción a los cinco meses después de su primer vuelo y comenzó a llegar a las unidades de primera línea en febrero de 1943. Durante los siguientes meses, los aviones de los que disponía la Regia Aeronautica participaron en varios de los principales combates que se desarrollaron contra los 4.000 aviones aliados estacionados en el área del Mediterráneo en esa época. El caza Macchi poseía excelentes cualidades, y los pilotos italianos aprovecharon en los combates esas características del aparato que tenía una velocidad máxima de 644 km/h. Uno de los pilotos de caza británicos más relevantes de la Segunda Guerra Mundial, el capitán de Grupo Duncan Smith (DSO, DFC), respecto al caza Macchi y a los pilotos italianos expresó: 

En general, el nivel de los pilotos italianos era muy alto, y cuando nos encontrábamos con cazas Macchi, estos se volvían contra nosotros y en los combates aéreos contra nuestros Spitfires lo hacían muy bien.

### Batalla de Pantelleria
Fue una de las primeras batallas en la que los Veltro se enfrentaron con los Spitfire, y se ha descrito de forma muy distinta según las fuentes de que se trate:

El 20 de abril de 1943, sobre el estrecho de Sicilia, 30 C.202 y C.205V, pertenecientes al 1° Stormo, se enfrentaron con 60 Spitfire, perdiendo únicamente a dos de sus propios cazas. Los italianos afirmaron haber derribado 17 Spitfire.

Sin embargo, otro análisis de este combate concluye que, aunque los pilotos de la Regia Aeronautica afirmaron haber derribado un total de 17 aviones el día 20 de abril, y que en el combate de Pantelleria habían derribado un total de 15 Spitfire, pero a pesar de que observadores italianos en tierra afirmaron haber visto a 14 aviones estrellándose en el mar; únicamente un Spitfire resultó dañado, el pilotado por el oficial de vuelo Drecki, perteneciente al Escuadrón Nº 145 de la RAF. A cambio fueron derribados tres MC.205V. Existe también la posibilidad de que los Messerschmitt Bf 109 del I./JG77 de la Luftwaffe se viesen involucrados en este combate.
El 1° Stormo (ala de caza n.º 1) recibió los primeros cazas Veltro a tiempo para combatir por las bases aéreas del sur de Italia. Sus 24 cazas Veltro (alrededor de una décima parte de todos los fabricados) y 9 Folgore, salían en patrullas de caza libre en un intento de interceptar todos los aviones enemigos que encontrasen en la zona. Mientras patrullaban entre el cabo Bon y cabo Mustafa el 20 de abril de 1943, descubrieron una gran formación de aviones enemigos a 35 km al oeste de Pantelleria. Los cazas italianos iniciaron una aproximación a los aviones de los Escuadrones de la Fuerza Aérea Sudafricana (SAAF) Nº 1, 92, 417, y 601 que volaban a baja altura, pero se vieron sorprendidos por los pilotos polacos del Escuadrón Nº 145 que volaban sobre ellos a gran altura. A estos se unieron otros Spitfires y, finalmente, los 33 Macchi se encontraron combatiendo contra 60 Spitfire (principalmente Mk V, y posiblemente Mk VIII y IX). Los pilotos italianos reclamaron 15 derribos (uno por el suboficial (maresciallo) Baschirotto que disparó 500 balas), 14 de los Spitfire derribados cayeron al mar y otro sobre suelo africano. En el otro bando, los pilotos polacos dijeron haber derribado 7 aviones italianos, otros tres reclamó el Escuadrón Nº 92 y uno más un piloto del Escuadrón Nº 601. 
Sin embargo, las cifras oficiales son distintas, los registros aliados. Únicamente muestran derribados dos MC.205V (tenientes Andreoli y Fanelli), mientras que otro hizo un aterrizaje de emergencia cerca de cabo Bon, lo que explica por qué algunas fuentes citan dos derribos y otras tres, pero hay algunas dudas en cuanto a si este avión, el único que cayó en suelo africano, era un Veltro o un Folgore. Al menos otro Macchi fue dañado y el piloto resultó herido. Del mismo modo, las victorias confirmadas por los italianos no se corresponden con las pérdidas registradas en los informes de los escuadrones aliados, por tanto. El 24 de junio de 1943, el 1° Stormo abandonó Sicilia, unos pocos pilotos regresaron a Udine y el resto de aviones se sumaron a otras unidades.

### Batalla de Cabo Pula
El 2 de agosto de 1943, dos Bristol Beaufighter británicos fueron derribados y los italianos enviaron un hidroavión CANT Z.506 Airone escoltado por cuatro cazas C.205V en una misión de búsqueda y rescate. Un grupo de Curtiss P-40 atacaron el hidroavión, pero a pesar de la defensa realizada por los escasos Veltro, un caza estadounidense se estrelló contra el Z.506 y ambos cayeron al mar.

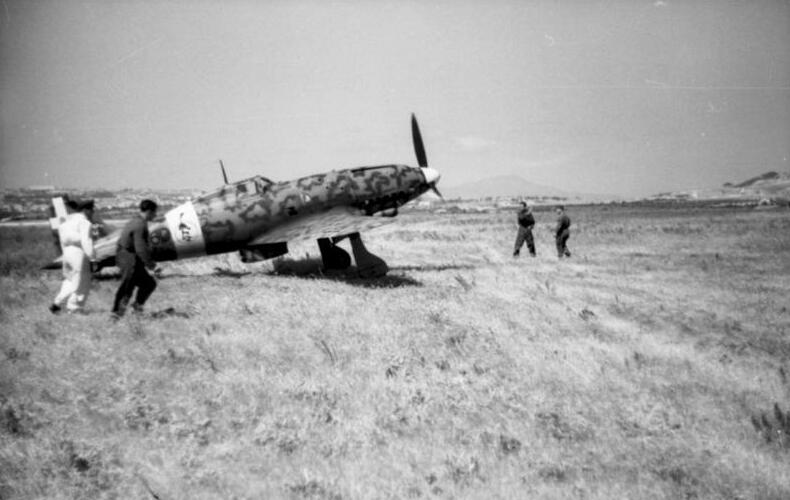
Sur de Italia, caza (C.202 Folgore o Macchi Mc.205 "Veltro"), utilizado por la Luftwaffe.

La Fuerza Aérea de los Estados Unidos (USAF) organizó una misión de búsqueda y salvamento con un hidroavión PBY Catalina escoltado por 12 Lockheed P-38 Lightning. Los cazas C.202 y C.205 del 51° Stormo, dirigidos por Ennio Tarantola, interceptaron esa formación estadounidense. El Catalina fue sorprendido en la superficie, cerca de la costa sarda, después de habérsele roto una pala de la hélice debido al mar embravecido. Los italianos también afirmaron haber derribado los 12 cazas P-38. Los estadounidenses, sin embargo, afirmaron haber derribado 3 o 4 aviones italianos sin pérdidas por su parte. Más tarde se comprobó que únicamente el Catalina y el C.202 de Bianchi, un amigo cercano de Tarantola, habían sido derribados.
Los dos o tres derribos más de P-38 afirmados por Tarantola, no son compatibles con los datos disponibles, sin embargo, los estadounidenses no realizaron ninguna misión de rescate (SAR) a la búsqueda de los pilotos derribados, mientras que los italianos alegaron haber derribado muchos más cazas P-38 de los que había disponibles en esa zona. A excepción de un tripulante muerto por fuego enemigo, la tripulación del Catalina se salvó, gracias a la rápida intervención de una lancha torpedera de la Marina Real Británica cuyo capitán fue galardonado con la Cruz de Servicios Distinguidos (DSC) por haber luchado en condiciones adversas contra las baterías de costa y los aviones italianos que les atacaron mientras rescataban a los supervivientes.
Al igual que sus predecesores, los primeros Veltro estaban armados deficientemente, carecían de los cañones MG 51 que más tarde se instalarían en las alas, y sin embargo el caza respondió, a menudo, muy bien en el combate. Guido Carestiano dijo acerca del avión que era el mejor caza italiano y que eso también lo sabían muchos pilotos, como el as del C.205 Luigi Gorrini, que consiguió entre 19 y 24 derribos (él en cambio, fue derribado cuatro o cinco veces).Gorrini reclamó 12 derribos en julio de 1943 y varios de ellos los consiguió pilotando un Veltro.

### Batalla de Roma
A principios del verano de 1943, al as italiano Luigi Gorrini se le asignó uno de los tres C.205 entregados al 3° Stormo (los otros dos fueron asignados a otros dos ases, el teniente Franco Bordoni Bisleri y el maresciallo Guido Fibbia). En seis semanas, durante la defensa de Roma, Gorrini se convirtió en el piloto con mayor número de derribos conseguidos pilotando un caza C.205, cuando se firmó el armisticio, había derribado ya tres Consolidated B-24 Liberator, tres Lockheed P-38 Lightning (tres más dañado), dos B-17 y dos Supermarine Spitfire.

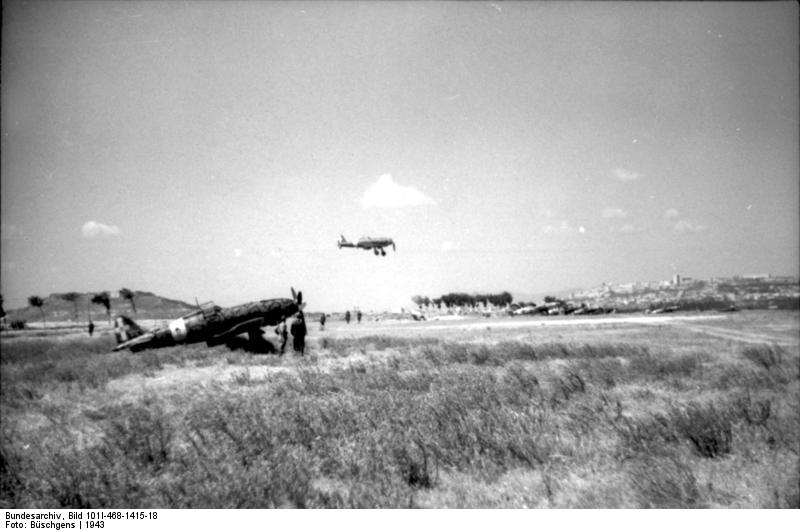
Sur de Italia, caza italiano Macchi, 1943, foto del Bundesarchiv. Pueden ser C.202 Folgore o Macchi Mc.205 "Veltro".

Dada la escasez de aviones modernos, era natural que los más avanzados aviones de combate como este, se asignasen a los mejores y más experimentados pilotos, como el también as de la aviación Vittorio Minguzzi.

### Operaciones en la Regia Aeronautica
El Veltro combatió principalmente en Sicilia, el 4° Stormo comenzó a funcionar el 9 de julio de 1943 sustituyendo al 1° Stormo que no tenía cazas Veltro fiables a la hora de volar. El 4° Stormo tenía inicialmente una dotación de diez cazas Veltro y 38 Folgore (ninguna unidad italiana fue dotada únicamente con cazas Veltro) y más tarde recibió una entrega de otros diez de estos nuevos cazas. El 51° Stormo había luchado con cierto éxito en Cerdeña, (aparte de la batalla del 2 de agosto), pero sufrió muchas pérdidas, sobre todo a finales de julio y principios de agosto. El Gruppo 21° del 3° Stormo, fue parcialmente reequipado con estos cazas para la defensa de Roma. 
En cuanto a las marcas y colores de los Veltro en tiempo de guerra, originalmente utilizaban esquemas de camuflaje "tropicales", con el color naranja y líneas irregulares negras y verdes en toda su superficie. Los cazas que volaron con la aviación de la RSI iban pintados de color verde oscuro (casi negro).

### Después del armisticio
En el momento del armisticio firmado por Italia, 8 de septiembre de 1943, la Regia Aeronautica había recibido 177 cazas Veltro pero únicamente 66 eran todavía utilizables. Seis de ellos volaron a aeródromos de los aliados para servir con la Aviación Cobeligerante Italiana. Realizaron operaciones de apoyo a los partisanos de los Balcanes, y en combates sobre las islas del mar Egeo.

### Aeronautica Nazionale Repubblicana
Un total de 29 C.205 llegaron a aeródromos del norte y fueron utilizados por la Fuerza Aérea de la República Social Italiana (ANR - Aeronautica Nazionale Repubblicana). 
Macchi fabricó el resto de los 72 aviones de la tercera serie para la ANR antes de que la producción fuese detenida por los bombardeos aliados, en mayo de 1944. Las estadísticas sobre la producción de estos aviones después del armisticio no están claras y son incompletas. El 1° Gruppo, con sede en Udine, estaba equipado con unos pocos Veltro, al igual que el 3° Grupo, con sede en Vicenza, el resto de cazas fue repartido por otras pequeñas unidades. En general, alrededor de 100 Veltro fueron desplegados, subsistiendo parcialmente hasta el reequipamiento de los grupos con Messerschmitt Bf 109. El "as" Torresi resultó muerto en una feroz batalla ocurrida el 1 de julio de 1944, cuando tres C.205 y dos G.55 del 1° Gruppo fueron atacados por cazas Republic P-47 Thunderbolt. Los italianos dijeron haber derribado dos P-47, pero en realidad únicamente 3 aviones de la USAAF resultaron dañados. Los italianos perdieron cinco aviones, con dos pilotos muertos y uno herido.
Aparte de las pérdidas en este desafortunado combate, los C.205 combatieron bien al servicio de la RSI, se asignaron a unidades con un equipamiento similar o que al menos tuviesen una calidad comparable. Normalmente actuaron bajo la guía de los radares alemanes. Aunque pocos en número, lograron cierto éxito infligiendo a los aliados pérdidas en su fuerza de bombarderos y cazas. A pesar de estas defensas de cazas y la de la artillería antiaérea, no había forma de contener los bombarderos aliados, ni siquiera en sus incursiones contra los objetivos mejor defendidos del norte de Italia. Junto con la disponibilidad general de muchos de los mejores pilotos (Gorrini y Visconti, entre otros), alrededor de 100 Veltro, 160 G.55 y casi 200 Bf 109G/K constituían una considerable fuerza de combate. 
La unidad de la Luftwaffe JG 77, mientras estuvo esperando su reequipamiento con más Bf 109, utilizó durante algún tiempo una serie de cazas Veltro como equipo provisional, siendo el primer avión no alemán que utilizaron. Los alemanes tenían variadas opiniones sobre estos aviones, en 1943 el Veltro fue calificado como mediocre, mientras que el Re. 2005 Sagittario se consideraba bueno y el G.55 excelente. Los pilotos alemanes escribieron en sus informes de vuelo que el avión era rápido (descrito por los italianos como "el caza más rápido del mundo") y tenía buenas características de vuelo, pero tendía a cerrarse demasiado en los giros llegando a entrar en barrena. Además, el acelerador del motor funcionaba al revés de aquel de los aviones alemanes, por lo que a menudo los pilotos cometían el error de cerrar el acelerador en lugar de abrirlo (y viceversa), lo que dio lugar a numerosos incidentes, algunos de ellos mortales. Se tomó nota de otras deficiencias, como la poca fiabilidad de las radios italianas, y el excesivo tiempo que se necesitaba para cargar combustible y municiones en tierra. 
Después de unos meses, el 31 de diciembre de 1943, los alemanes devolvieron sus Veltro a las unidades italianas. Los pilotos alemanes consiguieron al menos un derribo con el Veltro, fue el 1 de diciembre de 1943 contra uno de sus "clásicos" enemigos, el P-38 Lightning. Al menos cinco Veltro se destruyeron como resultado de accidentes y otros dos se perdieron en operaciones de traslado realizadas por los pilotos de la JG 51.
Con la interrupción de la producción, los italianos se vieron obligados a reequipar sus tres grupos de cazas prácticamente en su totalidad con Bf 109 S, en gran medida porque los alemanes se apresuraron a ofrecer algunos de sus mejores modelos, incluyendo el modelo Bf-109G-6 y el Bf 109K-4. Los aliados fueron menos generosas con la Fuerza Aérea italiana cobeligerante (ICAF) y los Veltro, incluidos algunos C.202 modificados, fueron sustituidos poco a poco por P-39 y Spitfire, pero no antes del verano de 1944. 

### Postguerra
Durante 1948-1949, el Reino de Egipto recibió 60 C.205V reformados, de los cuales 41 fueron montados a partir de células del C.202. Los nuevos cazas fueron totalmente equipados, mientras que los Folgore adaptados únicamente estaban armados con 2 ametralladoras Breda de 12,7 mm. Estos fueron los cazas de menor peso de toda la producción y por tanto tenían las mejores prestaciones, sin embargo, estaban escasamente armados. 15 cazas Macchi fueron entregados a Egipto antes de finalizar la guerra árabe-israelí de 1948, llegando a combatir brevemente contra la Fuerza Aérea Israelí. El 7 de enero de 1949, un C.205 derribó un P-51D Mustang israelí.

### Egipto
En administración controlada desde el 15 de diciembre de 1947, la Fuerza Aérea Macchi, también con el apoyo de la Fuerza Aérea Italiana, reanudó la producción del Veltro utilizando componentes y equipos salvados de la destrucción de la guerra o recuperados en los diversos aeródromos, o convirtiendo Celdas Macchi C. .202 en Macchi C.205. La transformación implicó la sustitución del motor y los planos verticales de cola, mientras que las alas seguían siendo las del C.202 preparadas, aunque privadas de las armas de calibre.7,7 mm y equipado con accesorios debajo del ala para la caída de cargas. También se estimuló la reanudación de la producción para satisfacer el pedido de la Fuerza Aérea Egipcia , la Real Fuerza Aérea Egipcia (REAF), que se había materializado tras los primeros contactos entre los representantes diplomáticos egipcios, el director general de la Fuerza Aérea Macchi general Eraldo Ilari. y el gobierno italiano. El pedido por valor de 648 298 libras incluía un lote inicial de veinticuatro MC205V, de los cuales solo ocho eran originales y el resto fueron convertidos por Folgore. Macchi, por su parte, donó personalmente un MB.308 al rey Farouk.(código SU-AGG). Un primer suministro del lote de veinticuatro máquinas llegó a Egipto a tiempo para participar en el primer conflicto árabe-israelí .
Cuatro especímenes llegaron a Egipto por mar desde Italia el 16 de septiembre de 1948, tres el 6 de octubre, cuatro el 26 de octubre y otros cuatro el 24 de noviembre, y recibieron números de serie del 1201 al 1215 de la REAF. Había cinco MC205V. Y diez MC202 convertidos. Los nueve aviones restantes del primer pedido llegaron a Egipto a principios de 1949 y recibieron las matrices 1216-1224 (había tres MC205 y seis MC202 convertidos).
El 23 de febrero de 1949 se firmó un acuerdo para un segundo lote de dieciocho máquinas, por un valor de contrato de £ 270.000. La aeronave se suministró entre julio y noviembre de 1949. Para las actividades de asistencia y las operaciones de aceptación de la aeronave, la Macchi Air Force puso a disposición un equipo de técnicos que fue enviado a Egipto, liderado por el coronel Ettore Foschini y que también incluyó al probador de la aeronave. empresa Guido Carestiato.
Los MC205V de este segundo lote recibieron números de serie del 1225 al 1242. En la REAF, los cazas Macchi fueron asignados al Escuadrón 2 que operaba en la base de al-Arish a tiempo para participar en el conflicto árabe-israelí de 1948-49. Los Veltro egipcios se utilizaron en combate contra aviones israelíes, con resultados controvertidos. Según algunas fuentes, el 7 de enero de 1949, un Veltro destruyó un P-51D Mustang israelí.
Ciertamente, tres coches se perdieron en combate entre el 28 de diciembre de 1948 y el 5 de enero de 1949, mientras que un cuarto coche, gravemente dañado y recuperado más tarde, fue pilotado por Shalabi al Hinnawi, quien se convirtió en el comandante en 1967. General de la Fuerza Aérea Egipcia. El galgo Shalabi a Hinnawi fue baleado durante una redada de Spitfire IX de la ' Fuerza Aérea Israelíen la base de al-Arish mientras aterrizaba. Un informe sobre el estado de la aviación egipcia, elaborado el 25 de enero de 1949 (por lo tanto, después de la fecha del armisticio árabe-israelí), reveló que tres aviones de las series 1204, 1208 y 1215 habían sido declarados fuera de uso, probablemente perdidos en combate, y otros seis resultaron gravemente dañados por aterrizajes forzosos.
Los Veltro se utilizaron intensamente en la Fuerza Aérea Egipcia, sufriendo también muchos accidentes, tanto por la falta de experiencia de los pilotos egipcios como por las frecuentes averías de los motores DB 605, construidos bajo licencia en Italia durante la guerra.
Con la entrada en servicio de los primeros aviones de combate , los Macchi fueron relegados a tareas de entrenadores avanzados concentrados en el Escuadrón de Entrenamiento Avanzado Combinado 5/6 basado en Helwan , sin embargo, dejando un buen recuerdo en los pilotos egipcios.
Cuando en diciembre de 1950 una misión de AerMacchi visitó las bases de la REAF para brindar asistencia técnica, aún estaban operativos veintiséis Macchi C.205V, distribuidos entre las bases de Almaza, Al Ballah, El Arish, Helwan: entre ellos se encontraban los aviones veteranos de guerra suministrados con el primer lote y cuatro especímenes todavía aparecieron en condiciones de vuelo.
El suministro previsto de un tercer lote de veinte especímenes, ya preparados, no se materializó porque la Fuerza Aérea Egipcia ya estaba recibiendo sus primeros aviones de combate y los aviones reacondicionados fueron vendidos a la Fuerza Aérea Italiana entre el 14 de febrero. , 1950 y 29 de mayo de 1951. Estuvieron empleados en la Escuela de Caza de Lecce hasta principios de los años cincuenta .
La actividad llevada a cabo por Aermacchi en la producción de MC205 para Egipto llamó la atención de la denominada Banda Stern , la organización paramilitar israelí a la que se atribuyó el ataque a los edificios de la empresa el 18 de septiembre de 1949. Se colocaron varias bombas en el hangar de Aermacchi en Venegono , donde también estaban presentes algunos de los Macchi C.205 encargados a Egipto: la explosión provocó la destrucción de un MC205V con número de serie MM 9351 (destinado a la Fuerza Aérea Italiana) y de tres MB.308, mientras que otros tres Veltro fueron dañados. El ataque, sin embargo, no involucró a ninguno de los aviones de la comisión egipcia, que se encontraban en Valle Olona. Donde fueron preparados y embalados para su transporte a Egipto. El ataque no afectó al programa y no ralentizó las entregas, que se completaban con regularidad.

### Siria
La Fuerza Aérea Siria recibió diez antiguos Macchi M.C.205V egipcios que se utilizaron hasta septiembre de 1952, cuando llegaron los primeros aviones de combate Gloster Meteor F8 ex británicos

## Operadores
Italia
- Regia Aeronautica
- Aviazione Cobelligerante Italiana

 Italia
- Aeronautica Nazionale Repubblicana

 Croacia
- Zrakoplovstvo Nezavisne Države Hrvatske

 Alemania nazi
- Luftwaffe

 Egipto
- Real Fuerza Aérea Egipcia

 Siria
- Fuerza Aérea Siria
  - Recibió diez antiguos Macchi C.205V egipcios

## Supervivientes
Se tiene constancia de tres C.205 supervivientes:
- El primero se encuentra en el Museo dell'Aeronautica Militare Italiana (Museo de la Aviación Militar Italiana) en Vigna di Valle. Está expuesto como un MC.205V Veltro con número de serie MM9345, pero al parecer es un MC.202 Folgore híbrido con número de serie MM9546.[22]

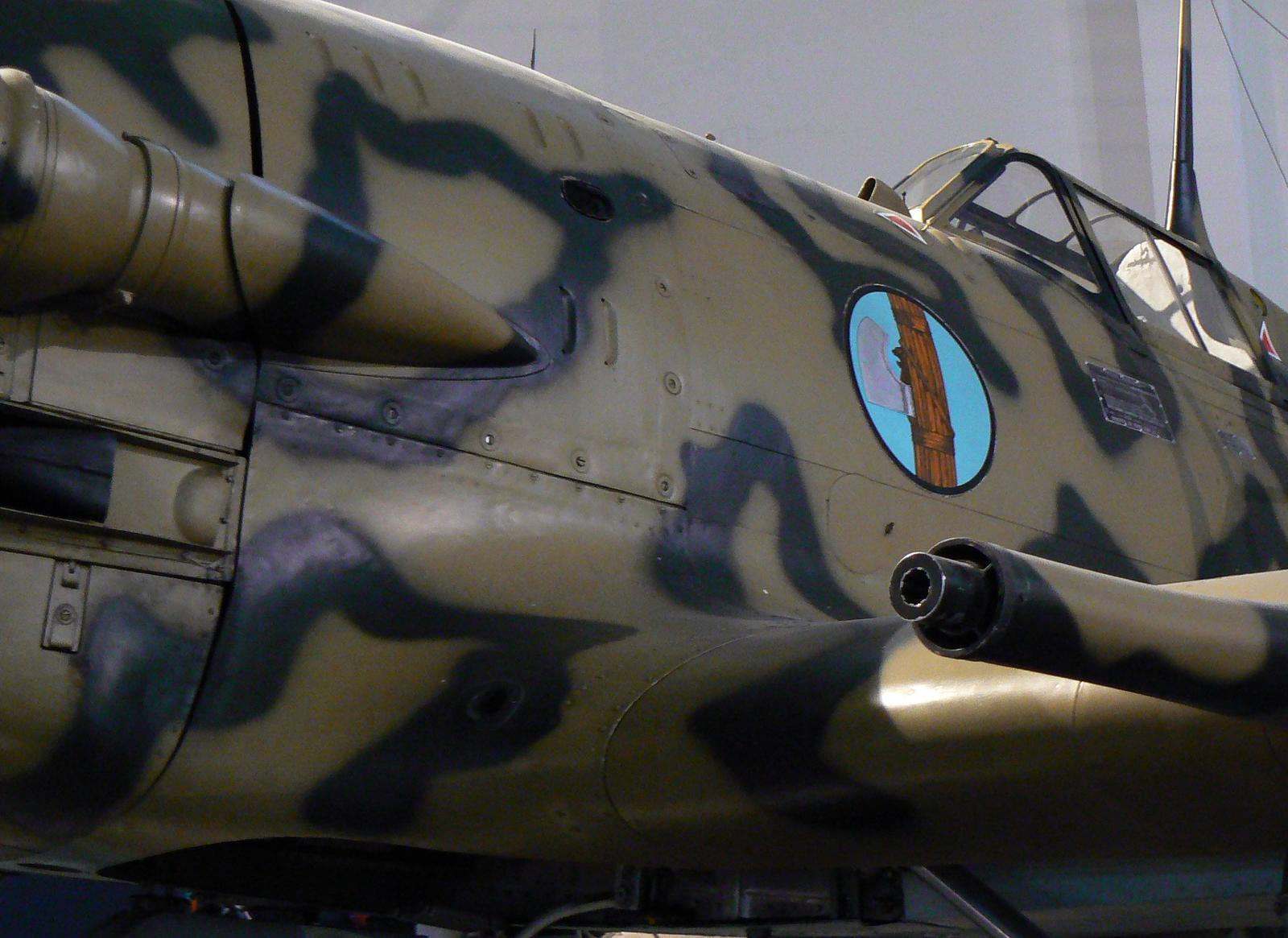
Macchi M.C.205 expuesto en el Museo de la Ciencia, Milán.

- El segundo, número de serie MM91818, se conserva en el edificio del Aire y Transporte marítimo del Museo de Ciencia y Tecnología "Leonardo da Vinci", en Milán. La Fuerza Aérea italiana, junto con Fiat y Aermacchi, restauraron este C.205 almacenado en el Museo de la Ciencia de Milán. Después de arduos trabajos de restauración, Aermacchi lo puso de nuevo en el aire el 21 de abril de 1981 en el aeropuerto de Cameri. Una de las mayores dificultades fue la que tuvo el piloto para adaptarse a un avión de la Segunda Guerra Mundial.[23]
- El tercer C.205, con el número de serie MM92166, se encuentra también en el Museo dell'Aeronautica Militare Italiana (Museo de la Aviación Militar Italiana) en Vigna di Valle. Con anterioridad estuvo expuesto en el Museo de Ciencia y Tecnología "Leonardo da Vinci" de Milán de 1977 a 1982, y en Aeronautica Macchi, Venegono de 1982 a 1991.[24]

Además, los restos de otro Macchi C.205 fueron recuperados cerca de Bolonia para hacer una futura restauración y que pudiera ser exhibido en el Museo Caproni di Trento.

## Especificaciones
Referencia datos: The Great Book of Fighters.

### Características generales
- Tripulación: 1
- Longitud: 8,85 m
- Envergadura: 10,58 m
- Altura: 3,05 m
- Superficie alar: 16,80 m²
- Peso vacío: 2.581 kg
- Peso máximo al despegue: 3.408 kg
- Planta motriz: 1× Fiat RA.1050 R.C.58 Tifone, V12 enfriado por líquido y sobrealimentado.
  - Potencia: 1.100 kW (1.475 CV)
- Hélices: 1× 1 por motor.

### Rendimiento
- Velocidad máxima operativa (Vno): 640 km/h a 7.500 m
- Velocidad crucero (Vc):  400 km/h
- Radio de acción: 950 km 590 millas
- Techo de vuelo: 11.500 m 37.750 pies
- Carga alar: 202,9 kg/m²

### Armamento
- Armas de proyectiles: 

  - 2 ametralladoras Breda-SAFAT de 12,7 mm en el morro, con 400 proyectiles cada una
  - 2 cañones automáticos MG 151/20 de 20 mm en las alas, con 250 proyectiles cada uno
- Bombas: 2 bombas de 160 kg

### Desarrollos relacionados
- Macchi M.C.200 Saetta
- Macchi M.C.202 Folgore

### Aeronaves similares
- Fiat G.55
- Reggiane Re.2005
- Kawasaki Ki-61-II
- Messerschmitt Bf 109G
- Supermarine Spitfire Mk.IX
- Yakovlev Yak-9D

### Listas relacionadas
- Anexo:Cazas de la Segunda Guerra Mundial